# Křesťanská historická unie
Křesťanská historická unie (Christelijk-Historische Unie, CHU) byla nizozemská konzervativně-protestantsky orientovaná strana, která se v roce 1980 sloučila s dalšími dvěma konfesně zaměřenými subjekty Katolickou lidovou stranou (KVP) a Antirevoluční stranou do nové centristické strany Křesťanskodemokratická výzva (CDA), v současnosti největšího koaličního partnera nizozemské vlády.

## Historie
Strana vznikla v roce 1908, měla poměrně malou členskou základnu a stabilně hájila zájmy tzv. nizozemských reformních protestantů. Je řazena k hlavním politickým stranám období konsocialismu. Zanikla v roce 1980 sloučením do nové Křesťanskodemokratické výzvy. Současný charakter stranické složky v novém subjektu CDA má sklon k populismu.

## Politická reprezentace
Legenda
- Rok – rok, ve wikifikovaném roku (modrý) se konaly volby
- SR – počet zvolených poslanců do Sněmovny reprezentantů (dolní komory)
- S – počet zvolených senátorů do Senátu (horní komory)
- PS – počet zvolených poslanců do Provinčních stavů
- Šéf p. klubu – předseda poslaneckého klubu strany, má silné postavení díky nizozemskému politickému systému
- Volební lídr – vedoucí představitel strany na kandidátce při parlamentních volbách, po volbách dle výsledku se může stát premiérem, pministrem, předsedou poslaneckého klubu
- Vláda – ukazuje účast strany ve vládní koalici, pokud se jí účastnila, pak je zde jméno hlavního ministra za stranu (premiér – osoba je/byla předsedou vlády), nebo strana byla v opozici (v opozici)
- Členstvo – počet členů strany CHU
- Šéf strany – předseda strany CHU

| Rok  | SR              | S               | PS              | Šéf p. klubu                | Volební lídr                | Vláda                            | Členstvo | Šéf strany                  |
| ---- | --------------- | --------------- | --------------- | --------------------------- | --------------------------- | -------------------------------- | -------- | --------------------------- |
| 1908 | 8               | 4               | neznámé         | Alexander de Savorin Lohman | n/a                         | podpora vlády Heemskerka         | neznámé  | Alexander de Savorin Lohman |
| 1909 | 10              | 4               | neznámé         | Alexander de Savorin Lohman | n/a                         | podpora vlády Heemskerka         | neznámé  | Alexander de Savorin Lohman |
| 1910 | 10              | 4               | neznámé         | Alexander de Savorin Lohman | n/a                         | podpora vlády Heemskerka         | netnámé  | Alexander de Savorin Lohman |
| 1911 | 10              | 4               | neznámé         | Alexander de Savorin Lohman | n/a                         | podpora vlády Heemskerka         | neznámé  | Alexander de Savorin Lohman |
| 1912 | 10              | 4               | neznámé         | Alexander de Savorin Lohman | n/a                         | podpora vlády Heemskerka         | neznámé  | Alexander de Savorin Lohman |
| 1913 | 9+1*            | 4               | neznámé         | Alexander de Savorin Lohman | n/a                         | v opozici                        | neznámé  | Johannes de Visser          |
| 1914 | 9+1*            | 4               | neznámé         | Alexander de Savorin Lohman | n/a                         | v opozici                        | neznámé  | Johannes de Visser          |
| 1915 | 9+1*            | 4               | neznámé         | Alexander de Savorin Lohman | n/a                         | v opozici                        | neznámé  | Johannes de Visser          |
| 1916 | 9+1*            | 4               | neznámé         | Alexander de Savorin Lohman | n/a                         | v opozici                        | neznámé  | Johannes de Visser          |
| 1917 | 9+1*            | 4               | neznámé         | Alexander de Savorin Lohman | n/a                         | Bonifacius de Jonge              | neznámé  | Johannes de Visser          |
| 1918 | 7               | 4               | neznámé         | Alexander de Savorin Lohman | Alexander de Savorin Lohman | Johannes de Visser               | neznámé  | Jan Schokking               |
| 1919 | 7               | 4               | 54              | Alexander de Savorin Lohman | n/a                         | Johannes de Visser               | neznámé  | Jan Schokking               |
| 1920 | 7               | 4               | 54              | Alexander de Savorin Lohman | n/a                         | Johannes de Visser               | neznámé  | Jan Schokking               |
| 1921 | 7               | 4               | 54              | Alexander de Savorin Lohman | n/a                         | Dirk Jan de Geer                 | neznámé  | Jan Schokking               |
| 1922 | 11              | 7               | 54              | Jan de Schokking            | Jan de Schokking            | Dirk Jan de Geer                 | neznámé  | Jan Schokking               |
| 1923 | 11              | 7               | 75              | Jan de Schokking            | n/a                         | Dirk Jan de Geer                 | neznámé  | Jan Schokking               |
| 1924 | 11              | 7               | 75              | Jan de Schokking            | n/a                         | Johannes de Visser               | neznámé  | Jan Schokking               |
| 1925 | 11              | 7               | 75              | Johannes de Visser          | Jan de Schokking            | Jan de Schokking                 | neznámé  | neznámé                     |
| 1926 | 11              | 7               | 75              | Johannes de Visser          | n/a                         | Dirk Jan de Geer (premiér)       | neznámé  | neznámé                     |
| 1927 | 11              | 7               | 73              | Jan de Schokking            | n/a                         | Dirk Jan de Geer (premiér)       | neznámé  | Jan Schokking               |
| 1928 | 11              | 7               | 73              | Johannes de Visser          | n/a                         | Dirk Jan de Geer (premiér)       | neznámé  | Jan Schokking               |
| 1929 | 11              | 7               | 73              | Jan de Schokking            | n/a                         | Dirk Jan de Geer                 | neznámé  | Jan Schokking               |
| 1930 | 11              | 7               | 73              | Jan de Schokking            | n/a                         | Dirk Jan de Geer                 | neznámé  | Jan Schokking               |
| 1931 | 11              | 7               | 71              | Jan de Schokking            | n/a                         | Dirk Jan de Geer                 | neznámé  | Jan Schokking               |
| 1932 | 11              | 7               | 71              | Reinhardt Snoeck Henkemans  | n/a                         | Dirk Jan de Geer                 | neznámé  | Jan Schokking               |
| 1933 | 10              | 7               | 71              | Dirk Jan de Geer            | Dirk Jan de Geer            | Jan Rudolph Slotemaker de Bruïne | neznámé  | Dirk Jan de Geer            |
| 1934 | 10              | 7               | 71              | Dirk Jan de Geer            | n/a                         | Jan Rudolph Slotemaker de Bruïne | neznámé  | Dirk Jan de Geer            |
| 1935 | 10              | 7               | 61              | Dirk Jan de Geer            | n/a                         | Jan Rudolph Slotemaker de Bruïne | neznámé  | Dirk Jan de Geer            |
| 1936 | 10              | 7               | 61              | Dirk Jan de Geer            | n/a                         | Jan Rudolph Slotemaker de Bruïne | neznámé  | Dirk Jan de Geer            |
| 1937 | 8               | 6               | 61              | Dirk Jan de Geer            | Dirk Jan de Geer            | Jan Rudolph Slotemaker de Bruïne | neznámé  | Dirk Jan de Geer            |
| 1938 | 8               | 6               | 61              | Dirk Jan de Geer            | n/a                         | Jan Rudolph Slotemaker de Bruïne | neznámé  | Dirk Jan de Geer            |
| 1939 | 8               | 6               | 63              | Hendrik Tilanus             | n/a                         | Dirk Jan de Geer (premiér)       | neznámé  | Hendrik Tilanus             |
| 1940 | Německá okupace | Německá okupace | Německá okupace | Německá okupace             | Německá okupace             | Hendrik van Boeijen              | neznámé  | Hendrik Tilanus             |
| 1941 | Německá okupace | Německá okupace | Německá okupace | Německá okupace             | Německá okupace             | Hendrik van Boeijen              | neznámé  | Hendrik Tilanus             |
| 1942 | Německá okupace | Německá okupace | Německá okupace | Německá okupace             | Německá okupace             | Hendrik van Boeijen              | neznámé  | Hendrik Tilanus             |
| 1943 | Německá okupace | Německá okupace | Německá okupace | Německá okupace             | Německá okupace             | Hendrik van Boeijen              | neznámé  | Hendrik Tilanus             |
| 1944 | Německá okupace | Německá okupace | Německá okupace | Německá okupace             | Německá okupace             | Hendrik van Boeijen              | neznámé  | Hendrik Tilanus             |
| 1945 | Německá okupace | Německá okupace | Německá okupace | Německá okupace             | Německá okupace             | Hendrik van Boeijen              | neznámé  | Hendrik Tilanus             |
| 1946 | 8               | 5               | 62              | Hendrik Tilanus             | Hendrik Tilanus             | v opozici                        | 30 000   | Hendrik Tilanus             |
| 1947 | 8               | 5               | 62              | Hendrik Tilanus             | n/a                         | v opozici                        | 50 000   | Hendrik Tilanus             |
| 1948 | 9               | 5               | 62              | Hendrik Tilanus             | Hendrik Tilanus             | Wim Schokking                    | neznámé  | Hendrik Tilanus             |
| 1949 | 9               | 5               | 62              | Hendrik Tilanus             | n/a                         | Wim Schokking                    | neznámé  | Hendrik Tilanus             |
| 1950 | 9               | 5               | 71              | Hendrik Tilanus             | n/a                         | Wim Schokking                    | neznámé  | Hendrik Tilanus             |
| 1951 | 9               | 6               | 71              | Hendrik Tilanus             | n/a                         | Hans s'Jacob*                    | neznámé  | Hendrik Tilanus             |
| 1952 | 9               | 6               | 71              | Hendrik Tilanus             | Hendrik Tilanus             | Kees Staf                        | neznámé  | Hendrik Tilanus             |
| 1953 | 9               | 6               | 71              | Hendrik Tilanus             | n/a                         | Kees Staff                       | neznámé  | Hendrik Tilanus             |
| 1954 | 9               | 6               | 64              | Hendrik Tilanus             | n/a                         | Kees Staff                       | neznámé  | Hendrik Tilanus             |
| 1955 | 9               | 6               | 64              | Hendrik Tilanus             | n/a                         | Kees Staff                       | neznámé  | Hendrik Tilanus             |
| 1956 | 13              | 8               | 64              | Hendrik Tilanus             | Hendrik Tilanus             | Kees Staff                       | neznámé  | Hendrik Tilanus             |
| 1957 | 13              | 8               | 64              | Hendrik Tilanus             | n/a                         | Kees Staff                       | neznámé  | Hendrik Tilanus             |
| 1958 | 13              | 8               | 62              | Hendrik Tilanus             | n/a                         | Kees Staff                       | 37 000   | Hendrik Tilanus             |
| 1959 | 12              | 8               | 62              | Hendrik Tilanus             | Hendrik Tilanus             | Jan de Pous                      | neznámé  | Henk Beernink               |
| 1960 | 12              | 8               | 62              | Hendrik Tilanus             | n/a                         | Jan de Pous                      | 48 000   | Henk Beernink               |
| 1961 | 12              | 8               | 62              | Hendrik Tilanus             | n/a                         | Jan de Pous                      | neznámé  | Henk Beernink               |
| 1962 | 12              | 8               | 66              | Hendrik Tilanus             | n/a                         | Jan de Pous                      | 50 000   | Henk Beernink               |
| 1963 | 13              | 7               | 66              | Henk Beernink               | Henk Beernink               | Yvo Scholten                     | 50 000   | Henk Beernink               |
| 1964 | 13              | 7               | 66              | Henk Beernink               | n/a                         | Yvo Scholten                     | neznámé  | Henk Beernink               |
| 1965 | 13              | 7               | 66              | Henk Beernink               | n/a                         | v opozici                        | 50 000   | Henk Beernink               |
| 1966 | 13              | 7               | 75              | Henk Beernink               | n/a                         | v opozici                        | 45 000   | Henk Beernink               |
| 1967 | 12              | 7               | 75              | Jur Mellema                 | Henk Beernink               | Henk Beernink                    | 40 000   | Arnold Tilanus              |
| 1968 | 12              | 7               | 75              | Arnold Tilanus              | n/a                         | Henk Beernink                    | neznámé  | Arnold Tilanus              |
| 1969 | 12              | 8               | 75              | Jur Mellema                 | n/a                         | Henk Beernink                    | neznámé  | J.W. van Hulst              |
| 1970 | 12              | 8               | 65              | Jur Mellema                 | n/a                         | Henk Beernink                    | 28 900   | J.W. van Hulst              |
| 1971 | 10              | 7               | 65              | Jur Mellema                 | Berend-Jan Udink            | Berend-Jan Udink                 | 29 358   | J.W. van Hulst              |
| 1972 | 7               | 7               | 65              | Arnold Tilanus              | Arnold Tilanus              | Berend-Jan Udink                 | 28 450   | O.W.A. Baron van Verschuer  |
| 1973 | 7               | 7               | 65              | Roelof Kruizinga            | n/a                         | v opozici                        | 27 740   | O.W.A. Baron van Verschuer  |
| 1974 | 7               | 7               | 54              | Roelof Kruizinga            | n/a                         | v opozici                        | 28 085   | O.W.A. Baron van Verschuer  |
| 1975 | 7               | 7               | 54              | Roelof Kruizinga            | n/a                         | v opozici                        | 27 850   | O.W.A. Baron van Verschuer  |
| 1976 | 6               | 7               | 54              | Roelof Kruizinga            | n/a                         | v opozici                        | neznámé  | O.W.A. Baron van Verschuer  |